# Nitchō
Nitchō (jap. 日頂; * 1252; † 1317), auch Niccho oder Iyo-bo genannt, war ein Schüler Nichirens und Stiefsohn des Toki Jonin, eines wichtigen Schülers und Laiengläubigen Nichirens. Er war Mitbegründer des Ikegami Honmon-ji Tempels und Gründer des Tempels Hongaku-ji.
Aufgrund der Empfehlung Toki Jonins wurde Nitchō ein Schüler Nichirens. Wegen ihrer verwandtschaftlichen Beziehungen werden beide mit der Nakayama-Schule des Nichiren-Buddhismus in Verbindung gebracht.